# Maven (wrestler)
Maven Huffman , meglio conosciuto solo con ring-name Maven (Crimora, 26 novembre 1976), è un ex wrestler e youtuber statunitense, noto per i suoi trascorsi nella World Wrestling Entertainment tra il 2001 e il 2005.
Huffman è stato il vincitore della prima edizione del reality-show della WWE, Tough Enough.

## Carriera

### Tough Enough (2001)
Maven Huffman iniziò la sua carriera da wrestler nel 2001, quando venne selezionato come partecipante dell'inaugurale reality-show Tough Enough, usato dalla World Wrestling Federation per trovare una nuova superstar da ingaggiare. Huffman, che si faceva chiamare Maven, fu il co-vincitore del programma insieme a Nidia Guenard e venne quindi mandato nella Heartland Wrestling Association, all'epoca territorio di sviluppo della WWF. In un'intervista rilasciata nel dicembre del 2013 ha dichiarato che, durante il suo primo anno nella compagnia, fece ampio uso di steroidi e venne aiutato da Dwayne "The Rock" Johnson nel pagamento di vitto e alloggio.

### World Wrestling Entertainment (2001–2005)
Nella puntata di SmackDown! del 4 ottobre 2001 Maven fece il suo debutto nella World Wrestling Federation, in un match contro Tazz, uno degli allenatori di Tough Enough, perdendo per sottomissione; dopo il match Tazz aiutò Maven ad alzarsi in piedi, ma lo colpì poi con una clothesline, effettuando un turn-heel. Dopo aver perso nuovamente contro Tazz la settimana successiva, Maven attaccò il suo rivale per vendicarsi. Il 18 ottobre, a SmackDown!, vinse il suo primo match in WWF, sempre contro Tazz, grazie all'aiuto dell'altra vincitrice di Tough Enough, Nidia Guenard.
In seguito Maven intraprese una breve faida con The Undertaker, dopo che eliminò quest'ultimo alla Royal Rumble 2002 con un dropkick da dietro. Il 28 gennaio 2002, a Raw, affrontò Chris Jericho in un match valido per il WWF Undisputed Championship, ma perse per sottomissione; al termine dell'incontro venne attaccato da The Undertaker con una sedia. Il 7 febbraio, a SmackDown!, Maven affrontò il Phenom in un match valido per il WWF Hardcore Championship: grazie ad un'interferenza di The Rock e del suo allenatore di Tough Enough, Al Snow, riuscì a sconfiggere il suo avversario e a vincere così il primo titolo della sua carriera. Il 17 marzo, a WrestleMania X8, perse la cintura contro Spike Dudley, ma nella stessa serata la riconquistò battendo Christian. Perse definitivamente il titolo il 26 marzo, quando venne sconfitto da Raven.
Con la Brand extension del 2002 Maven venne assegnato al roster di SmackDown!, ma dopo un lungo infortunio fece il suo ritorno in quel di Raw, affrontando Christopher Nowinski nella puntata del 25 novembre; nelle settimane successive intraprese una breve faida con Nowinski, venendo aiutato da Al Snow.
Alla Royal Rumble 2003 Maven prese parte alla rissa reale entrando con il numero 26: tentò di eliminare nuovamente The Undertaker usando il dropkick, come aveva fatto l'anno precedente, ma questa volta fu il Phenom a gettarlo sopra la terza corda. Successivamente continuò a lottare a Heat e fece apparizioni sporadiche a Raw.
Nell'autunno del 2004 Maven ebbe un piccolo push nel roster principale: nella puntata di Raw del 25 ottobre sconfisse uno dei membri dell'Evolution, Batista, e alle Survivor Series prese parte al 4-on-4 Elimination Tag Team match tra il Team Orton (Chris Benoit, Chris Jericho, Maven e Randy Orton) ed il Team Triple H (Batista, Edge, Gene Snitsky e Triple H) per stabilire chi avrebbe ottenuto il controllo di Raw nel mese successivo. Maven venne attaccato da Gene Snitsky nel backstage e dovette inizialmente rinunciare a partecipare all'incontro, ma successivamente si riunì agli altri membri della squadra; venne eliminato da Triple H per quarto, ma riuscì a vincere il match grazie allo schienamento vincente di Randy Orton ai danni di The Game. Il giorno dopo Maven fu il primo del suo team a prendere il controllo di Raw: ne approfittò per sfidare Triple H in un match valido per il World Heavyweight Championship, ma uscì sconfitto a causa dell'interferenza di Gene Snitsky, con il quale iniziò poi una breve faida.
Nella puntata di Raw del 29 novembre 2004 Randy Orton, che quella sera aveva il pieno controllo dello show rosso, indisse una 22-Men Battle Royal per determinare il primo sfidante al World Heavyweight Championship di Triple H. Maven prese parte alla contesa ma venne eliminato per quinto da Eugene. La settimana successiva affrontò lo stesso Eugene, ma venne squalificato dopo aver infierito irregolarmente sul ginocchio infortunato dell'avversario; al termine dell'incontro attaccò anche William Regal, manager di Eugene, effettuando un turn-heel.
In seguito iniziò una faida con l'Intercontinental Champion Shelton Benjamin, culminata al pay-per-view New Year's Revolution 2005 in un match valido per il titolo: prima di iniziare l'incontro Maven si mise a scherzare con il pubblico e Benjamin lo sorprese con un roll-up vincente; Maven chiese immediatamente un rematch, ma Benjamin lo sconfisse di nuovo.
Maven venne rilasciato dalla WWE il 5 luglio 2005.

## Personaggio

### Mosse finali
- Double knee backbreaker
- Forward russian legsweep

### Manager
- Al Snow
- Nidia Guenard
- Simon Dean

### Musiche d'ingresso
- Tattoo dei Big Mother Thruster

## Titoli e riconoscimenti
All-Star Wrestling
- ASW Heavyweight Championship (1)

Pro Wrestling Illustrated
- Rookie of the Year (2002)

World Wrestling Entertainment
- Tough Enough (prima edizione) - co-vincitore insieme a Nidia
- WWE Hardcore Championship (3)